# Andrija Žižić
Andrija Žižić (* 14. Januar 1980 in Split, SR Kroatien) ist ein ehemaliger kroatischer Basketballspieler der bei einer Körpergröße von 2,06 m auf der Position der Center spielt. Als Spieler gewann Žižić mit seinen jeweiligen Vereinen die Landesmeisterschaften in Kroatien, Griechenland und Israel. Zudem stand er im Kader von Maccabi Tel Aviv, als diese neben den nationalen Double auch die EuroLeague 2013/14 gewannen und damit eine Triple Crown.

## Karriere
Seine Karriere begann Andrija Žižić in der kroatischen Jugendmannschaft Omiš Mosor wo er bis 1997 spielte. Seinen ersten Profivertrag erhielt er beim Zweitligisten Plastic Solin, wo er für eine Saison blieb. 1998 wechselte Žižić zum Traditionsverein KK Split, wo er 2003 mit dem Gewinn der kroatischen Meisterschaft den ersten Titel seiner Karriere gewinnen konnte. Nach einer weiteren Station bei Cibona Zagreb, mit denen Žižić erstmals in der EuroLeague debütierte, wechselte er im Januar 2005 ins Ausland zum FC Barcelona. Im Sommer des gleichen Jahres wechselte Žižić zu Olympiakos Piräus nach Griechenland. Obwohl Žižić bei Piräus zu den konstantesten und besten Spielern gehörte und sein Vertrag im Mai 2007 vorzeitig um drei Jahre verlängern wurde, wurde der Vertrag mit Žižić, entgegen allen Erwartungen, im Juli 2007 aufgelöst und der Spieler wechselte ablösefrei zum Erzrivalen Panathinaikos Athen. Nach einer Meisterschaft mit Titelverteidiger Panathinaikos wechselte er in die Türkiye Basketbol Ligi zu Galatasaray nach Istanbul. Nach einer Spielzeit kehrte er 2009 zunächst in seine Heimat Kroatien, wo er für Cedevita und Cibona Zagreb mit einjähriger Unterbrechung bei ASVEL in der französischen LNB Pro A bis 2013 spielte. Im Winter 2013/14 wechselte er zunächst nach Kasachstan zum BK Astana, bevor er für den Rest der Saison beim israelischen Rekordmeister Maccabi Tel Aviv im Kader stand. Ohne größere Einsatzzeiten war er dabei an Maccabis Titelerfolg in allen drei Wettbewerben beteiligt. Neben dem nationalen Double gewann der israelische Rekordmeister am Saisonende auch überraschend die EuroLeague 2013/14 und damit eine Triple Crown.
Žižić ist Mitglied der kroatischen Nationalmannschaft gewesen und nahm mit dieser an den Europameisterschaften 2003 und 2005 teil. Mit den Nachwuchsmannschaften erreichte Žižić EM-Silber und WM-Bronze.

## Erfolge
- Euroleague: 2014
- Kroatischer Meister: 2003, 2004, 2012, 2013
- Griechischer Meister: 2008
- Israelischer Meister: 2014
- Griechischer Pokalsieger: 2008
- Silbermedaille bei der Junioren-EM: 1998
- Bronzemedaille bei der Junioren-WM: 1999

## Auszeichnungen
- Teilnahme am kroatischen All Star Game: 2000, 2001, 2002
- Teilnahme an Europameisterschaften: 2003, 2005